# Francisco Ginella
Francisco Ginella Dabezies (Montevideo, 21 gennaio 1999) è un calciatore uruguaiano, centrocampista del Defensor Sporting.

## Carriera

### Club
Cresciuto nel settore giovanile dei Montevideo Wanderers, ha esordito il 15 aprile 2018 in occasione del match di campionato vinto 3-2 contro il Racing Montevideo.
Il 16 dicembre 2019 viene acquistato dal Los Angeles FC.

### Nazionale
A partire dal mese di maggio del 2019 partecipa ai Mondiali Under-20 in Corea del Sud, dove gioca in totale tre partite e mette a segno una rete nella prima partita della fase a gironi contro la Norvegia.

## Statistiche

### Presenze e reti nei club
| Stagione                    | Squadra                     | Campionato                  | Campionato | Campionato | Coppe nazionali | Coppe nazionali | Coppe nazionali | Coppe continentali | Coppe continentali | Coppe continentali | Altre coppe | Altre coppe | Altre coppe | Totale | Totale |
| Stagione                    | Squadra                     | Comp                        | Pres       | Reti       | Comp            | Pres            | Reti            | Comp               | Pres               | Reti               | Comp        | Pres        | Reti        | Pres   | Reti   |
| --------------------------- | --------------------------- | --------------------------- | ---------- | ---------- | --------------- | --------------- | --------------- | ------------------ | ------------------ | ------------------ | ----------- | ----------- | ----------- | ------ | ------ |
| 2017                        | Montevideo Wanderers        | PD                          | 0          | 0          | -               | -               | -               |                    | -                  | -                  | -           | -           | -           | 0      | 0      |
| 2018                        | Montevideo Wanderers        | PD                          | 7          | 0          | -               | -               | -               |                    | -                  | -                  | -           | -           | -           | 7      | 0      |
| 2019                        | Montevideo Wanderers        | PD                          | 25         | 1          | -               | -               | -               | CL                 | 1                  | 0                  | -           | -           | -           | 26     | 1      |
| Totale Montevideo Wanderers | Totale Montevideo Wanderers | Totale Montevideo Wanderers | 32         | 1          |                 | -               | -               |                    | 1                  | 0                  |             | -           | -           | 33     | 1      |
| 2020                        | Los Angeles FC              | MLS                         | -          | -          |                 | -               | -               | -                  | -                  | -                  | -           | -           | -           | -      | -      |
| Totale carriera             | Totale carriera             | Totale carriera             | 32         | 1          |                 | -               | -               |                    | 1                  | 0                  |             | -           | -           | 33     | 1      |

### Cronologia presenze e reti in nazionale
| Cronologia completa delle presenze e delle reti in nazionale ― Uruguay | Cronologia completa delle presenze e delle reti in nazionale ― Uruguay | Cronologia completa delle presenze e delle reti in nazionale ― Uruguay | Cronologia completa delle presenze e delle reti in nazionale ― Uruguay | Cronologia completa delle presenze e delle reti in nazionale ― Uruguay | Cronologia completa delle presenze e delle reti in nazionale ― Uruguay | Cronologia completa delle presenze e delle reti in nazionale ― Uruguay | Cronologia completa delle presenze e delle reti in nazionale ― Uruguay |
| Data                                                                   | Città                                                                  | In casa                                                                | Risultato                                                              | Ospiti                                                                 | Competizione                                                           | Reti                                                                   | Note                                                                   |
| ---------------------------------------------------------------------- | ---------------------------------------------------------------------- | ---------------------------------------------------------------------- | ---------------------------------------------------------------------- | ---------------------------------------------------------------------- | ---------------------------------------------------------------------- | ---------------------------------------------------------------------- | ---------------------------------------------------------------------- |
| 31-5-2024                                                              | San José                                                               | Costa Rica                                                             | 0 – 0                                                                  | Uruguay                                                                | Amichevole                                                             | -                                                                      | 63’                                                                    |
| Totale                                                                 |                                                                        | Presenze                                                               | 1                                                                      |                                                                        | Reti                                                                   | 0                                                                      |                                                                        |

## Palmarès
- Campionato uruguaiano: 1

Nacional: 2022